# 克拉斯諾吉爾卡 (戈洛瓦尼夫西克區)
48°19′5″N 30°26′45″E / 48.31806°N 30.44583°E
克拉斯諾吉爾卡（烏克蘭語：Красногірка）是烏克蘭中部的村莊，隸屬基洛夫格勒州的霍洛瓦尼夫斯克區。該村始建於1856年，面積3平方公里，海拔高度152米，2001年人口843，人口密度每平方公里281人。